# Kecamatan Binangun (distrikt i Indonesien, Jawa Tengah)
Kecamatan Binangun är ett distrikt i Indonesien.   Det ligger i provinsen Jawa Tengah, i den västra delen av landet, 300 km sydost om huvudstaden Jakarta.